# Хениг, Робин Маранц
Робин Маранц Хениг — американский автор научно-популярной литературы. Постоянно публикуется в The New York Times Magazine, Scientific American, Seed, Discover и в различных женских журналах. Кроме того, она пишет рецензии на книги для «Вашингтон пост», а также статьи для раздела науки «Нью-Йорк Таймс».
В 2001 году получила стипендию фонда Алисии Паттерсон для работы над книгой о Поле де Крюи. В 2009 году получила стипендию фонда Гуггенхайма.
Написала несколько научно-популярных книг, о начальном периоде исследований экстракорпорального оплодотворения. Книга Хениг «Pandora’s Baby» о первом «ребенке из пробирки» получила премию истории науки общества имени Уотсон Дэвис и Хелен Майлз Дэвис. В 2005 году получила премию Национальной ассоциации научных писателей и премию за выдающуюся книгу американского общества журналистов и авторов ..

## Личная жизнь
Живет в Такома Парк, штат Мэриленд.